# 发蓝
发蓝，也称烤蓝、发黑，是为了提高钢件的防锈能力，将钢材或钢件在空气、水蒸气或化学药物中加热到适当温度使其表面形成一层蓝色或黑色氧化膜的工艺。
这层氧化膜的厚度在0.5~2微米之间，成分为四氧化三铁(Fe3O4)。在高温下（约550℃）氧化成的四氧化三铁呈天蓝色，称发蓝处理。在低温下（约130℃）氧化成的四氧化三铁呈暗黑色，称发黑处理。在兵器工业上，常用的是发蓝处理；在工业生产上，常用的是发黑处理。
与磷化和铬化不同，发黑过程中除氧以外没有其他化学元素嵌入层中。